# Listă de mamifere din Azerbaidjan
Lista de mamifere din Azerbaidjan cuprinde 109 specii, inclusiv 2 specii sunt amenințate cu dispariția, 5 - vulnerabile și 13 - aproape amenințate cu dispariția.
Următoarele etichete sunt utilizate pentru a indica starea de conservare a speciilor după criteriile IUCN:
| Abr. | Denumire în engleză   | Denumire în română               |
| ---- | --------------------- | -------------------------------- |
| EX   | Extinct               | Dispărută                        |
| CR   | Critically Endangered | Critic amenințată cu dispariția  |
| EN   | Endangered            | Amenințată cu dispariția         |
| VU   | Vulnerable            | Vulnerabilă                      |
| NT   | Near Threatened       | Aproape amenințată cu dispariția |
| LC   | Least Concern         | Neamenințată cu dispariția       |
| DD   | Data Deficient        | Date insuficiente                |
| NE   | Not Evaluated         | Neevaluată                       |

## Diversitatea după clase
| Ordin                           | Numărul de specii |
| ------------------------------- | ----------------- |
| Carnivore (Carnivora)           | 16                |
| Paricopitate (Artiodactyla)     | 9                 |
| Imparicopitate (Perissodactyla) | 1                 |
| Chiroptere (Chiroptera)         | 31                |
| Eulipotifle (Eulipotyphla)      | 13                |
| Rozătoare (Rodentia)            | 37                |
| Lagomorfe (Lagomorpha)          | 2                 |

## Diversitatea speciilor
| Denumirea comună                   | denumirea latină          | Autor                                    | Statutul IUCN | imagine |
| Ordinul Carnivora                  |                           |                                          |               |         |
| Familia Canidae                    |                           |                                          |               |         |
| Lup cenușiu                        | Canis lupus               | Linnaeus, 1758                           | LC            |         |
| Vulpe roșie                        | Vulpes vulpes             | Linnaeus, 1758                           | LC            |         |
| Șacal auriu                        | Canis aureus              | Linnaeus, 1758                           | LC            |         |
| Familia Felidae                    |                           |                                          |               |         |
| Pisică de stuf                     | Felis chaus               | Schreber, 1777                           | LC            |         |
| Pisică sălbatică                   | Felis silvestris          | Schreber, 1777                           | LC            |         |
| Râs eurasiatic                     | Lynx lynx                 | Linnaeus, 1758                           | LC            |         |
| Pisica manul                       | Felis manul               | Pallas, 1776                             | NT            |         |
| Leopard                            | Panthera pardus           | Linnaeus, 1758                           | NT            |         |
| Familia Hyaenidae                  |                           |                                          |               |         |
| Hienă dungată                      | Hyaena hyaena             | Linnaeus, 1758                           | NT            |         |
| Familia Mustelidae                 |                           |                                          |               |         |
| Vidră de râu                       | Lutra lutra               | Linnaeus, 1758                           | NT            |         |
| Viezure                            | Meles meles               | Linnaeus, 1758                           | LC            |         |
| Jder de piatră                     | Martes foina              | Erxleben, 1777                           | LC            |         |
| Hermină                            | Mustela erminea           | Linnaeus, 1758                           | LC            |         |
| Nevăstuică                         | Mustela nivalis           | Linnaeus, 1766                           | LC            |         |
| Dihorul pătat                      | Vormela peregusna         | Güldenstädt, 1770                        | VU            |         |
| Familia Phocidae                   |                           |                                          |               |         |
| Foca caspică                       | Pusa caspica              | Gmelin, 1788                             | EN            |         |
| Familia : Yenotlar (Procyonidae)   |                           |                                          |               |         |
| Raton                              | Procyon lotor             | Linnaeus, 1758                           | LC            |         |
| Familia Ursida                     |                           |                                          |               |         |
| Urs brun                           | Ursus arctos              | Linnaeus, 1758                           | LC            |         |
| Ordinul Artiodactyla               |                           |                                          |               |         |
| Familia Bovidae                    |                           |                                          |               |         |
| Capra sălbatică                    | Capra aegagrus            | Erxleben, 1777                           | VU            |         |
| Capra caucasică                    | Capra cylindricornis      | Blyth, 1841                              | NT            |         |
| Gazelă cu gușă                     | Gazella subgutturosa      | Güldenstädt, 1780                        | VU            |         |
| Muflon                             | Ovis orientalis           | Gmelin, 1774                             | VU            |         |
| Capră-neagră                       | Rupicapra rupicapra       | Linnaeus, 1758                           | LC            |         |
| Familia Cervidae                   |                           |                                          |               |         |
| Căprioară                          | Capreolus capreolus       | Linnaeus, 1758                           | LC            |         |
| Cerb                               | Cervus elaphus            | Linnaeus, 1758                           | LC            |         |
| Cerb pătat                         | Cervus nippon             | Temminck, 1838                           | LC            |         |
| Familia Suidae                     |                           |                                          |               |         |
| Mistreț                            | Sus scrofa                | Linnaeus, 1758                           | LC            |         |
| Ordinul Perissodactyla             |                           |                                          |               |         |
| Familia Equidae                    |                           |                                          |               |         |
| Onagru                             | Equus hemionus            | Pallas, 1775                             | EN            |         |
| Ordinul Chiroptera                 |                           |                                          |               |         |
| Familia Molossidae                 |                           |                                          |               |         |
| Liliacul cu cap de buldog          | Tadarida teniotis         | Rafinesque, 1814                         | LC            |         |
| Familia Rhinolophidae              |                           |                                          |               |         |
| Liliacul cu potcoavă a lui Blasius | Rhinolophus blasii        | Peters, 1866                             | LC            |         |
| Liliac mediteranean cu potcoavă    | Rhinolophus euryale       | Blasius, 1853                            | NT            |         |
| Liliac mare cu potcoavă            | Rhinolophus ferrumequinum | Schreber, 1774                           | LC            |         |
| Liliac mic cu potcoavă             | Rhinolophus hipposideros  | Bechstein, 1800                          | LC            |         |
| Liliacul cu potcoavă a lui Méhely  | Rhinolophus mehelyi       | Matschie, 1901                           | VU            |         |
| Familia Vespertilionidae           |                           |                                          |               |         |
| Liliacul cârn                      | Barbastella barbastellus  | Schreber, 1774                           | NT            |         |
| Barbastelul asiatic                | Barbastella leucomelas    | Cretzschmar, 1826                        | LC            |         |
| Serotina lui Botta                 | Eptesicus bottae          | Peters, 1869                             | LC            |         |
| Liliacul nordic                    | Eptesicus nilssonii       | Keyserling & Blasius, 1839               | LC            |         |
| Liliacul cu aripi late             | Eptesicus serotinus       | Schreber, 1774                           | LC            |         |
| Miniopterus fuliginosus            | Miniopterus fuliginosus   | Hodgson, 1835                            | LC            |         |
| Liliac cu aripi lungi              | Miniopterus schreibersii  | Kuhl, 1817                               | NT            |         |
| Liliac mustăcios de stepă          | Myotis aurascens          | Kuzyakin, 1935                           | LC            |         |
| Liliac cu urechi mari              | Myotis bechsteinii        | Kuhl, 1817                               | NT            |         |
| Liliac comun mic                   | Myotis blythii            | Tomes, 1857                              | LC            |         |
| Liliac cărămiziu                   | Myotis emarginatus        | É. Geoffroy, 1806                        | LC            |         |
| Liliac mustăcios                   | Myotis mystacinus         | Kuhl, 1817                               | LC            |         |
| Liliac lui Natterer                | Myotis nattereri          | Kuhl, 1817                               | LC            |         |
| Liliac de Nepal                    | Myotis nipalensis         | Dobson, 1871                             | LC            |         |
| Liliac mare de amurg               | Nyctalus lasiopterus      | Schreber, 1780                           | NT            |         |
| Liliac de amurg                    | Nyctalus leisleri         | Kuhl, 1817                               | LC            |         |
| Liliac de seară (amurg)            | Nyctalus noctula          | Schreber, 1780                           | LC            |         |
| Liliac pitic al lui Kuhl           | Pipistrellus kuhlii       | Khul, 1817                               | LC            |         |
| Liliac pitic al lui Nathusius      | Pipistrellus nathusii     | Keyserling & Blasius, 1839               | LC            |         |
| Liliac pitic                       | Pipistrellus pipistrellus | Schreber, 1774                           | LC            |         |
| Liliac pigmeu alpin                | Pipistrellus pygmaeus     | Leach, 1825                              | LC            |         |
| Liliac bicolor                     | Pipistrellus savii        | Bonaparte, 1837                          | LC            |         |
| Liliac urecheat brun               | Plecotus auritus          | Linnaeus, 1758                           | LC            |         |
| Liliac urecheat alpin              | Plecotus macrobullaris    | Kuzjakin, 1965                           | LC            |         |
| Liliac bicolor                     | Vespertilio murinus       | Linnaeus, 1758                           | LC            |         |
| Ordinul Eulipotyphla               |                           |                                          |               |         |
| Familia Erinaceidae                |                           |                                          |               |         |
| Arici sudic cu pieptul alb         | Erinaceus concolor        | Martin, 1837                             | LC            |         |
| Arici cu urechi lungi              | Hedgehog cyprus           | Gmelin, 1770                             | LC            |         |
| Familia Soricidae                  |                           |                                          |               |         |
| Chițcan armenian                   | Crocidura armenica        | Gureev, 1963                             | DD            |         |
| Chițcan caspic                     | Crocidura caspica         | Thomas, 1907                             | DD            |         |
| Chițcan de câmp                    | Crocidura leucodon        | Hermann, 1780                            | LC            |         |
| Crocidura serezkyensis             | Crocidura serezkyensis    | Laptev, 1929                             | LC            |         |
| Chițcan de grădină                 | Crocidura suaveolens      | Pallas, 1811                             | LC            |         |
| Neomys teres                       | Neomys teres              | Miller, 1908                             | LC            |         |
| Chițcan pitic                      | Sorex minutus             | Linnaeus, 1766                           | LC            |         |
| Chițcanul lui Radde                | Sorex raddei              | Satunin, 1895                            | LC            |         |
| Sorex satunini                     | Sorex satunini            | Ognev, 1922                              | LC            |         |
| Chițcanul lui Volnukhin            | Sorex volnuchini          | Ognev, 1922                              | LC            |         |
| Suncus etruscus                    | Suncus etruscus           | Savi, 1822                               | LC            |         |
| Familia Talpidae                   |                           |                                          |               |         |
| Cârtiță levantină                  | Talpa levantis            | Thomas, 1906                             | LC            |         |
| Ordinul Rodentia                   |                           |                                          |               |         |
| Familia Castoridae                 |                           |                                          |               |         |
| Breb                               | Castor fiber              | Linnaeus, 1758                           | LC            |         |
| Familia Calomyscidae               |                           |                                          |               |         |
| Calomyscus mystax                  | Calomyscus mystax         | Kashkarov, 1925                          | LC            |         |
| Calomyscus urartensis              | Calomyscus urartensis     | Vorontsov & Kartavseva, 1979             | LC            |         |
| Familia Cricetidae                 |                           |                                          |               |         |
| Șobolan de apă                     | Arvicola amphibius        | Linnaeus, 1758                           | LC            |         |
| Chionomys gud                      | Chionomys gud             | Satunin, 1909                            | LC            |         |
| Șoarece de zăpadă                  | Chionomys nivalis         | Martins, 1842                            | LC            |         |
| Șoarece de zăpadă al lui Robert    | Chionomys roberti         | Thomas, 1906                             | LC            |         |
| Grivan cenușiu                     | Cricetulus migratorius    | Pallas, 1773                             | LC            |         |
| Șobolan-cârtiță transcaucazian     | Ellobius lutescens        | Thomas, 1897                             | LC            |         |
| Hamster turcesc                    | Mesocricetus brandti      | Nehring, 1898                            | NT            |         |
| Microtus arvalis                   | Microtus arvalis          | Pallas, 1778                             | LC            |         |
| Microtus dagestanicus              | Microtus dagestanicus     | Shidlovsky, 1919                         | LC            |         |
| Microtus majori                    | Microtus majori           | Thomas, 1906                             | LC            |         |
| Microtus nasarovi                  | Microtus nasarovi         | Shidlovsky, 1938                         | DD            |         |
| Microtus schelkovnikovi            | Microtus schelkovnikovi   | Satunin, 1907                            | NT            |         |
| Microtus socialis                  | Microtus socialis         | Pallas, 1773                             | LC            |         |
| Familia Dipodidae                  |                           |                                          |               |         |
| Allactaga elater                   | Allactaga elater          | Lichtenstein, 1825                       | LC            |         |
| Allactaga williamsi                | Allactaga williamsi       | Thomas, 1897                             | LC            |         |
| Șoarece săritor de pădure          | Sicista betulina          | Pallas, 1779                             | LC            |         |
| Familia Gliridae                   |                           |                                          |               |         |
| Pârș de pădure                     | Dryomys nitedula          | Pallas, 1778                             | LC            |         |
| Pârș cenușiu                       | Glis glis                 | Linnaeus, 1766                           | LC            |         |
| Myomimus setzeri                   | Myomimus setzeri          | Rossolimo, 1976                          | DD            |         |
| Familia Hystricidae                |                           |                                          |               |         |
| Porcul spinos indian               | Hystrix indica            | Kerr, 1792                               | LC            |         |
| Familia Muridae                    |                           |                                          |               |         |
| Șoarece de câmp                    | Apodemus agrarius         | Pallas, 1771                             | LC            |         |
| Șoarece de câmp caucasian          | Apodemus hyrcanicus       | Vorontsov, Boyeskorov & Mezhzherin, 1992 | NT            |         |
| Apodemus ponticus                  | Apodemus ponticus         | Sviridenko, 1936                         | LC            |         |
| Apodemus uralensis                 | Apodemus uralensis        | Pallas, 1811                             | LC            |         |
| Apodemus witherbyi                 | Apodemus witherbyi        | Pallas, 1811                             | LC            |         |
| Meriones libycus                   | Meriones libycus          | Lichtenstein, 1823                       | LC            |         |
| Meriones persicus                  | Meriones persicus         | Blanford, 1875                           | LC            |         |
| Meriones tristrami                 | Meriones tristrami        | Thomas, 1892                             | LC            |         |
| Meriones vinogradovi               | Meriones vinogradovi      | Heptner, 1931                            | LC            |         |
| Șoarece pitic                      | Micromys minutus          | Pallas, 1771                             | LC            |         |
| Șoarece macedonean                 | Mus macedonicus           | Petrov & Ruzic, 1983                     | LC            |         |
| Șoarece de casă                    | Mus musculus              | Linnaeus, 1758                           | LC            |         |
| Rattus norvegicus                  | Rattus norvegicus         | Berkenhout, 1769                         | LC            |         |
| Familia Sciuridae                  |                           |                                          |               |         |
| Veverița caucaziană                | Sciurus anomalus          | Gmelin, 1778                             | LC            |         |
| Veveriță roșie                     | Sciurus vulgaris          | Linnaeus, 1758                           | LC            |         |
| Ordinul Lagomorpha                 |                           |                                          |               |         |
| Familia Leporidae                  |                           |                                          |               |         |
| Iepure de câmp                     | Lepus europaeus           | Pallas, 1778                             | LC            |         |
| Iepure de vizuină                  | Oryctolagus cuniculus     | Lilljeborg, 1873                         | NT            |         |